# Alexander Iwanowitsch Gutschkow

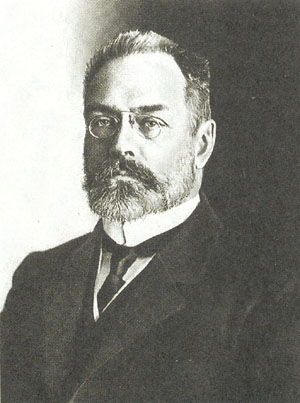
A.I.Gutschkow

Alexander Iwanowitsch Gutschkow, russisch Алекса́ндр Ива́нович Гучко́в, (* 14. Oktoberjul. / 26. Oktober 1862greg. in Moskau; † 14. Februar 1936 in Paris) war ein russischer Industrieller und Politiker. Während des Ersten Weltkriegs war er unter anderem kurzzeitig als Kriegsminister führend bei der Organisation der Rüstungsproduktion.

## Leben
Gutschkow stammte aus einer Moskauer Unternehmerfamilie, war jedoch kein Adliger. Er absolvierte an der Universität Moskau ein Studium der Geschichte und Geisteswissenschaften. Er hatte kurzzeitig eine Assistenztätigkeit bei dem Sozialwissenschaftler Gustav von Schmoller inne.
1906 wurde Gutschkow Reichsrat, 1907 Mitglied der Reichsduma, deren Vorsitz er 1910 für ein Jahr übernahm. Seit 1906 gab er auch eine eigene Zeitung mit dem Titel Stimme Moskaus heraus. Während des Ersten Weltkriegs diente er der kaiserlichen Regierung ab 1915 als Vorsitzender des zentralen Kriegsindustriekomitees. Er gehörte während der Februarrevolution 1917 wenige Monate der Provisorischen Regierung unter Kerenski als Kriegs- und Marineminister an. Gutschkow musste aufgrund des Widerstands gegen die Fortsetzung des Krieges im Mai 1917 zurücktreten. Er emigrierte während des Russischen Bürgerkriegs zunächst nach Berlin, dann nach Paris, wo er 1936 starb.